# Anju Angełow
Anju Zaprjanow Angełow, bułg. Аню Запрянов Ангелов (ur. 22 grudnia 1942 w Chaskowie) – bułgarski wojskowy, pedagog i polityk, wiceminister obrony (2009–2010) i minister obrony (2010–2013) w rządzie Bojka Borisowa.

## Życiorys
Absolwent radioelektroniki oraz planowania strategicznego. Studiował w Akademii Wojskowej im. Georgiego Rakowskiego, kształcił się także w Wojskowej Akademii Sztabu Generalnego Sił Zbrojnych ZSRR w Moskwie, a po przemianach politycznych również w NATO Defense College w Rzymie. Do 1997 był zawodowym wojskowym, odchodząc w stan spoczynku w stopniu generała porucznika. Służył w wojskach obrony przeciwlotniczej, był szefem sztabu tego rodzaju sił zbrojnych (1987–1990) i jej dowódcą (1990–1992). Później pełnił funkcję zastępcy dowódcy wojsk lądowych (1992–1994) i zastępcy szefa sztabu generalnego bułgarskich sił zbrojnych (1994–1997).
Od 1997 do 2000 był attaché wojskowym w Wielkiej Brytanii. Po powrocie do kraju został komendantem Akademii Wojskowej im. Georgiego Rakowskiego. W 2002 krótko zajmował stanowisko dyrektora ds. planowania obronnego w resorcie obrony. Później zarządzał fundacją zajmującą się badaniami nad bezpieczeństwem narodowym.
Po zwycięstwie partii GERB w wyborach parlamentarnych w 2009 lider partii Bojko Borisow powierzył mu stanowisko wiceministra obrony narodowej w swoim rządzie. W styczniu 2010, kiedy jego przełożony Nikołaj Mładenow odszedł do resortu spraw zagranicznych, Anju Angełow objął urząd ministra obrony, który sprawował do marca 2013. W 2014 mianowany doradcą premiera Bojka Borisowa.